# Goniothalamus epiphyticus
Goniothalamus epiphyticus är en kirimojaväxtart som beskrevs av Adolph Daniel Edward Elmer. Goniothalamus epiphyticus ingår i släktet Goniothalamus och familjen kirimojaväxter. Inga underarter finns listade i Catalogue of Life.